# Benice (Prague)
Pour les articles homonymes, voir Benice.
Benice est un quartier pragois situé dans le sud-est de la capitale tchèque, appartenant à l'arrondissement de Prague 22, d'une superficie de 277 hectares est un quartier de Prague. En 2008, la population était de 467 habitants. 
La première mention écrite de Benice date du XIVe siècle. La ville est devenue une partie de Prague en 1974.